# Niederrœdern
Niederrœdern (en alsacià Níderreddere) és un municipi francès, situat a la regió del Gran Est, al departament del Baix Rin. L'any 1999 tenia 846 habitants.
Forma part del cantó de Wissembourg, del districte de Haguenau-Wissembourg i de la Comunitat de comunes de la Plana del Rin

## Demografia
| 1962 | 1968 | 1975 | 1982 | 1990 | 1999 |
| ---- | ---- | ---- | ---- | ---- | ---- |
| 643  | 672  | 696  | 727  | 769  | 846  |

## Administració
| Període | Identitat      | Partit |
| ------- | -------------- | ------ |
| 2001-   | Jacques Studer |        |